# Mauves
Mauves ist eine französische Gemeinde mit 1.192 Einwohnern (Stand: 1. Januar 2022) im Département Ardèche in der Region Auvergne-Rhône-Alpes. Die Gemeinde gehört zum Arrondissement Tournon-sur-Rhône und zum Kanton Tournon-sur-Rhône. Die Bewohner werden Malvinois und Malvinoises genannt.

## Geographie
Mauves liegt etwa 75 Kilometer südlich von Lyon. Die Rhône begrenzt die Gemeinde im Osten. Umgeben wird Mauves von den Nachbargemeinden Tournon-sur-Rhône im Norden und Westen, La Roche-de-Glun im Osten und Südosten, Glun im Süden sowie Plats im Südwesten.

## Bevölkerungsentwicklung
| Jahr                       | 1962 | 1968 | 1975 | 1982 | 1990 | 1999 | 2006 | 2013 | 2020 |
| Einwohner                  | 705  | 663  | 756  | 923  | 1027 | 1094 | 1103 | 1178 | 1191 |
| Quellen: Cassini und INSEE |      |      |      |      |      |      |      |      |      |

## Gemeindepartnerschaften
Mit der rumänischen Gemeinde Mailat besteht eine Partnerschaft.

## Sehenswürdigkeiten
- Kirche Saint-Martin aus dem 19. Jahrhundert

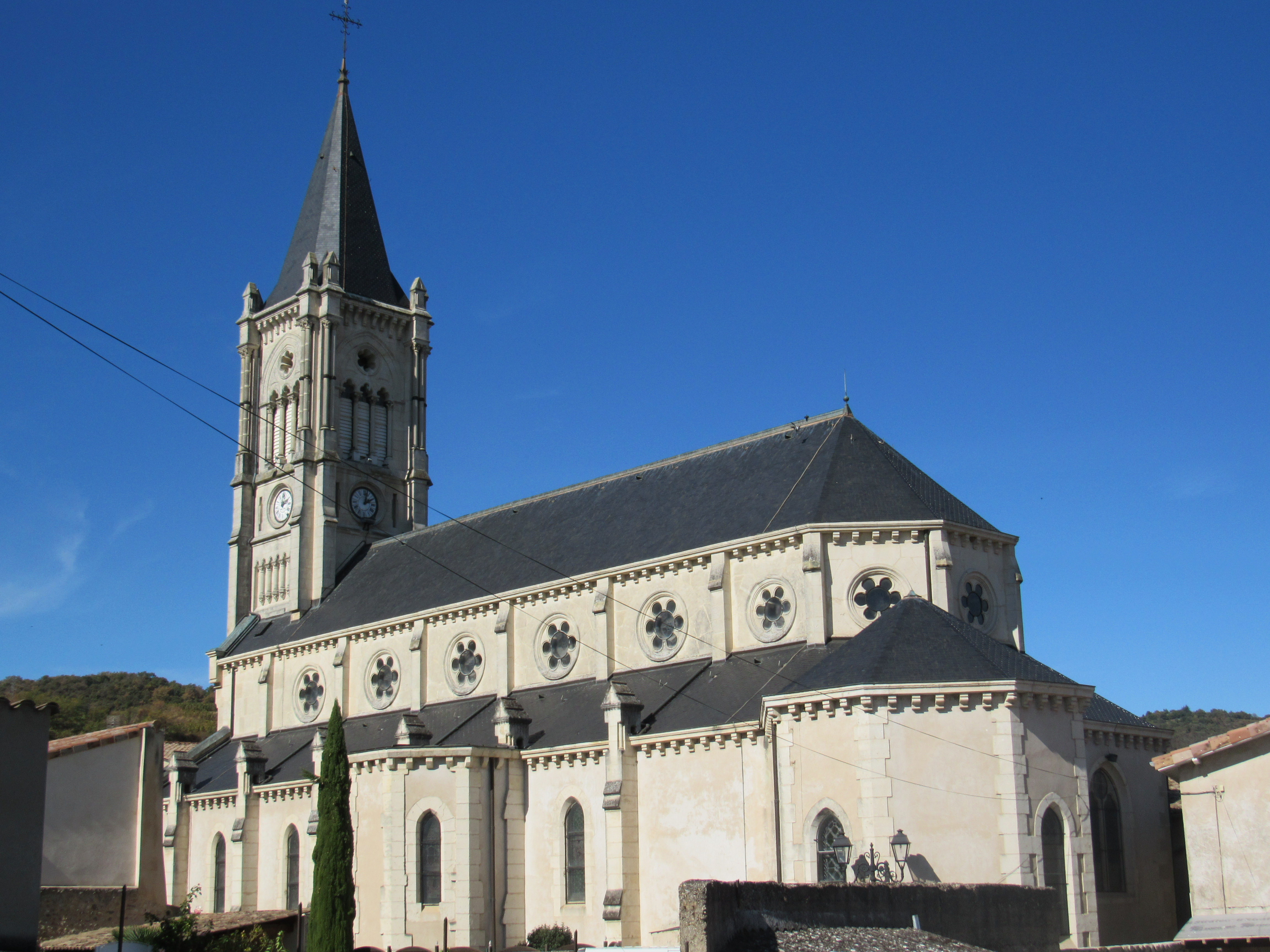
Kirche Saint-Martin
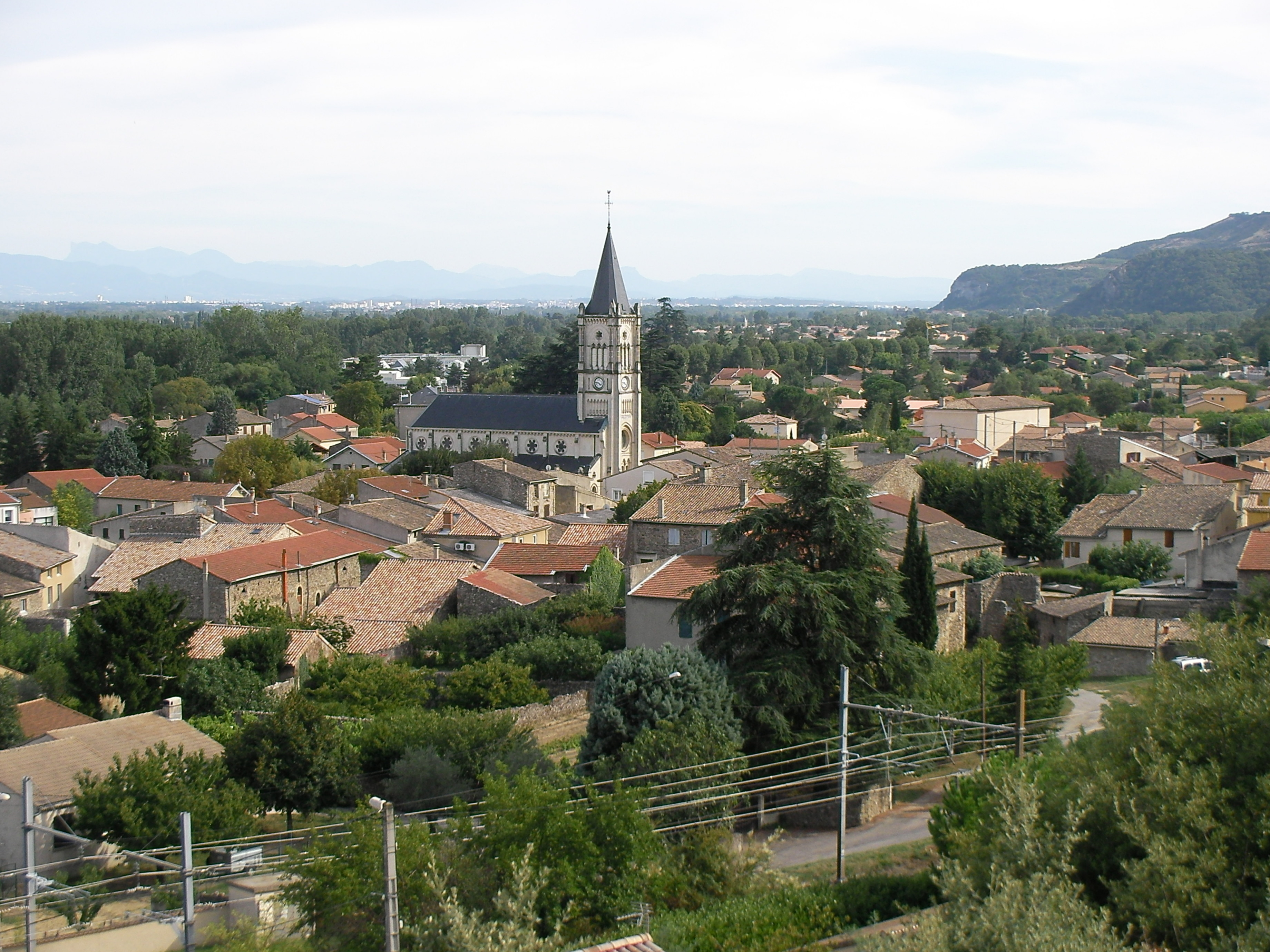
Blick auf Mauves